# Claudian
Claudius Claudianus (deutsch Claudian; * um 370 (?); † nach 404) war ein bedeutender lateinischer Dichter der Spätantike.

## Leben und Werk
Informationen zu Claudians Biographie und zu seinem Werdegang bieten die spärlichen Aussagen späterer Schriftsteller, vor allem aber seine eigenen Dichtungen. Vieles, was seine Person betrifft, bleibt jedoch im Dunkeln.
Claudian stammte wahrscheinlich aus dem ägyptischen Alexandria. Wann er geboren wurde, ist unbekannt. Er wuchs entweder zweisprachig (griechisch-lateinisch) auf, was aber eher ungewöhnlich wäre, oder er erlernte die lateinische Sprache erst als Heranwachsender, um im römischen Staatsdienst Karriere zu machen. Derartiges war im 4. Jahrhundert nicht unüblich, da Latein damals auch im griechischen Osten des Mittelmeerraumes die Sprache der Armee, der Verwaltung, des Hofes und der Justiz war. Ein Beispiel ist Ammianus Marcellinus, der ein Grieche aus Antiochia in Syrien war, aber um dieselbe Zeit, zu der auch Claudian wirkte, ein großes Geschichtswerk auf Latein verfasste, nachdem er zuvor verschiedenen Kaisern gedient hatte. Demnach ist denkbar, dass auch Claudian zunächst in kaiserlichen Diensten Karriere machte, doch muss dies letztlich Spekulation bleiben. Über seine Anfänge als Dichter ist nichts bekannt; möglicherweise verdingte er sich zunächst als wandering poet (Alan Cameron) im griechischsprachigen Osten.
Claudians Religionszugehörigkeit ist unklar und umstritten: Alan Cameron, einer der führenden Claudianforscher, stellt fest, dass Claudian keine Selbstaussage macht und seine Werke wohl vor allem für ein christliches Laienpublikum bestimmt gewesen seien. Zwar plädiert Cameron für ein (oberflächliches) Heidentum Claudians, andere Forscher betrachten Claudian jedoch als Christen. Auf jeden Fall propagiert Claudian in seinen Werken keine heidnischen Werte, und seine zahlreichen Anspielungen auf den Polytheismus könnten prinzipiell auch der poetischen Tradition geschuldet gewesen sein, in die er sich einreihte. Andererseits fehlt aber eben auch jedes Bekenntnis zum Christentum, so dass es wohl am wahrscheinlichsten ist, dass Claudian in Hinblick auf die Religion absichtlich uneindeutig blieb.
Im Herbst 394 jedenfalls war er in Rom, wo er sich mit einem Panegyrikus, welcher die Einsetzung der Brüder Olybrius und Probinus als ordentliche Konsuln des Jahres 395 feiert, als Dichter in lateinischer Sprache profilierte. Nach dem Erfolg, den Claudian mit diesem Gedicht hatte, trat er 395 als Hofdichter in den Dienst des neuen weströmischen Kaisers Honorius und seines mächtigen Heermeisters Flavius Stilicho. In diesem Umkreis entstanden bis 404 zahlreiche enkomiastische Gedichte, welche die Konsulate Stilichos und des Kaisers Honorius, ihre Politik und ihre militärischen Erfolge, darunter gegen den rebellischen Militärbefehlshaber in Karthago, Gildo, und insbesondere über die Goten Alarichs, feiern. Ebenso verfasste Claudian die beiden Invektiven (Schmähgedichte) In Rufinum und In Eutropium, die sich gegen zwei einflussreiche Figuren am oströmischen Hof zu Konstantinopel richten, nämlich den Prätorianerpräfekten Flavius Rufinus (im Amt 392–395) und den obersten Kammerherrn Eutropius (im Amt 395–399): Nach dem Tod des Kaisers Theodosius I. (379–395) war es zwischen seinen beiden Söhnen Honorius (Westrom) und Arcadius (Ostrom) zu Rivalitäten gekommen, und Claudian war ein Sprachrohr des weströmischen Hofes in diesem Ringen um die Oberhoheit im Imperium Romanum.
Dass Claudians literarische Produktion von höchster Stelle anerkannt wurde, zeigt sich daran, dass er um 400 (?) mit einer Statue auf dem Trajansforum in Rom geehrt wurde, deren Basisinschrift erhalten ist. Auch wenn Claudians Darstellungen stark tendenziös sind und der historische Gehalt zudem vielfach den Prinzipien einer ansprechenden literarischen Gestaltung unterworfen ist, sind seine politischen Gedichte doch gerade deshalb zeitgeschichtliche Dokumente ersten Ranges, da sie für die Geschichte des Römischen Reiches direkt nach der so genannten Reichsteilung von 395 zum Teil unsere einzige zeitgenössische Quelle bilden. Auch für die Geschichte der römischen Literatur sind sie von großer Bedeutung, da sie die überkommene Gattung des heroischen Epos weiterentwickeln und – zumindest nach unserem Wissen – in höchst innovativer Form panegyrische Aussagen in Kombination mit einer narrativen Handlung präsentieren.
Neben den zeitgeschichtlichen Gedichten sind von Claudian zahlreiche kleinere Gelegenheitsgedichte (carmina minora, z. B. Phoenix) sowie sein mythologisches Epos De raptu Proserpinae (Der Raub der Proserpina) erhalten, das vom Raub der Ceres-Tochter Proserpina (griechisch Persephone) durch den Unterweltsgott Pluto berichtet. Sowohl der Entstehungshintergrund als auch die Deutung des Gedichts sind in der Forschung höchst umstritten. Gleiches gilt auch für die Fragmente der Gigantomachie, eines Gedichtes in griechischer Sprache, das ebenfalls in der Sammlung der Gedichte Claudians enthalten ist. Unstrittig ist hingegen, dass Claudian zu den bedeutendsten lateinischen Autoren der Spätantike zählt.
Claudians Spur verliert sich nach 404. Ob sein Tod oder der Sturz seines Gönners Stilicho im Sommer 408 die Ursache für sein Verstummen ist, lässt sich nicht mehr ausmachen.

## Rezeption
Die etwas mysteriöse Persönlichkeit Claudians hat verschiedentlich zu literarischer Gestaltung inspiriert. Hermann Sudermann verfasste 1914 ein Drama mit dem Titel Die Lobgesänge des Claudian, das den Dichter als ehrgeizigen, verlogenen und aalglatten Hofpoeten zeichnet, der aus gekränkter Eitelkeit seinen Gönner Stilicho ins Verderben reißt und bei dem Versuch umkommt, diesen Fehler wiedergutzumachen. Etwas ausgewogener ist die Darstellung in Hella S. Haasses Roman Een nieuwer testament (1964; englisch 1993 unter dem Titel Threshold of fire), der Claudians ägyptische Herkunft und seine Erfolge am weströmischen Kaiserhof thematisiert.

## Ausgaben und Übersetzungen
- Theodor Birt (Hrsg.): Auctores antiquissimi 10: Claudii Claudiani Carmina. Berlin 1892 (Monumenta Germaniae Historica, Digitalisat) (kritische Edition).
- John Barrie Hall: Claudii Claudiani carmina. Leipzig 1985 (kritische Ausgabe).
- John Barrie Hall: Claudian, De Raptu Proserpinae. (Cambridge Classical Texts and Commentaries, 11.) Cambridge: University Press, 1969 and 2004, ISBN 978-0-521-60930-2.
- Jean-Louis Charlet: Claudien, Oeuvres, Tome I: Le rapt de Proserpine. Paris 1991 (lateinisch-französische Ausgabe mit Anmerkungen).
- Jean-Louis Charlet: Claudien, Oeuvres, Tome II: Poèmes politiques. Paris 2000 (lateinisch-französische Ausgabe mit Anmerkungen).
- Anne Friedrich: Claudian, Der Raub der Proserpina. Lateinisch und deutsch. Eingeleitet und kommentiert von Anne Friedrich. Übersetzt von Anne Friedrich und Anna Katharina Frings. (Edition Antike). WBG, Darmstadt 2009.
- Georg von Wedekind: Dichtungen des Claudius Claudianus. Darmstadt 1868 (deutsche Gesamtübersetzung).
- Philipp Weiß und Claudia Wiener (Hrsg.): Claudius Claudianus. Band I. Politische Gedichte – Carmina maiora. Herausgegeben und übersetzt von P. W. und C. W. (= Sammlung Tusculum). De Gruyter, Berlin/Boston 2020, ISBN 978-311-060750-5.